# Tony Jordan
Pour les articles homonymes, voir Jordan.
Tony Jordan (né le 21 juillet 1957) est un scénariste britannique. 
Il a été pendant plusieurs années le scénariste et le consultant du soap opera de la BBC One, EastEnders. Il est aussi le créateur des séries Les Arnaqueurs VIP et Dickensian.

## Compléments